# Podu Iloaiei
Podu Iloaiei là một thị trấn thuộc hạt Iași, România. Dân số thời điểm năm 2002 là 9742 người.